# Contatto finale
Contatto finale (Final Approach) è un film del 2007 diretto da Armand Mastroianni.

## Trama
Jack Bender è un negoziatore dell'FBI, che da mesi non esercita più la professione a causa di un'operazione andata male. Per puro caso si ritrova sul volo Infinity Air 732 dirottato da Greg Gilliad, membro di un movimento estremista. Il terrorista richiede il rilascio del Leader Silias Jansen, nel caso la richiesta non venga eseguita, Gilliad dice di essere disposto a far esplodere l'aereo per mezzo di una bomba installata su di esso. L'ex agente però, con l'aiuto di un'assistente di volo e di un ingegnere aeronautico, riesce a trovare la bomba che si rivela finta, comunica il tutto alle autorità di terra che volevano abbattere l'aereo e soprattutto scopre il vero scopo del terrorista.
Egli infatti voleva rubare milioni di dollari da una banca, servendosi di due grossi esponenti bancari presenti sul Lockheed L-1011, minacciandoli con l'uccisioni delle mogli che nel frattempo erano state sequestrate. Dopo alcuni conflitti violenti sull'aeromobile, tra cui la morte del senatore degli Stati Uniti, i separatisti decidono di lasciare l'aereo tramite paracadute e di ritrovarsi in un cimitero per aerei dismessi per la fuga. Jack Bender è però a conoscenza del piano e dopo aver avvertito l'FBI dell'accaduto, mette in salvo i passeggeri con un atterraggio d'emergenza, causato dalla perdita del carburante e dalla morte e svenimento dei due piloti. Nel frattempo le mogli dei banchieri vengono liberate e i terroristi fermati. L'ex agente torna ad essere un eroe.

## Produzione
Nella durata di tutto il film viene utilizzato un cockpit diverso da quello del Lockheed L-1011. Lo si può notare facilmente al momento dell'atterraggio, quando il protagonista alza i motori. La cabina infatti presenta 4 motori, mentre l'aereo è un jet trimotore.
Nel momento dell'atterraggio si nota una ripresa dell'aereo già a un quarto di pista, mentre dopo poche scene si nota l'aeromobile ancora lontano dall'aeroporto. Questi errori si susseguono in varie riprese.